# برايان هاستينغز
برايان هاستينغز (بالإنجليزية: Brian Hastings)‏ هو شخصية أعمال أمريكي، ولد في 24 يونيو 1988.